# فولاذ البوتقة

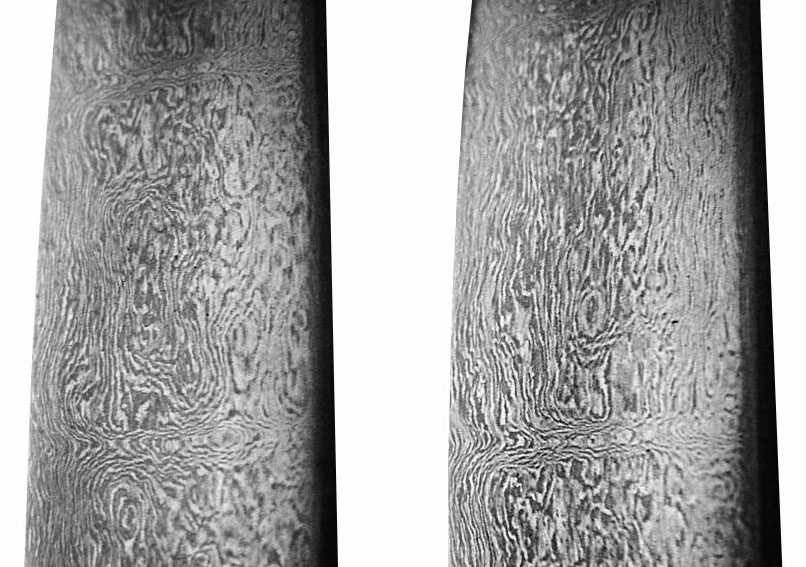
سيف دمشقي مصنوع بأسلوب فولاذ البوتقة

فولاذ البوتقة هو نوع من الفولاذ الذي يصنع بصهر الحديد مع مواد أخرى في بوتقة. كان أسلوب تصنيع الفولاذ بهذه الطريقة سائداً في آسيا الوسطى وجنوب آسيا خلال العصور الوسطى. قام الطرسوسي وأبو الريحان البيروني بوصف أسلوب صناعة فولاذ البوتقة في مدوناتهم.
طوّر أسلوب صناعة فولاذ البوتقة لاحقاً في بريطانيا في القرن الثامن عشر من قبل بنيامين هنتسمان Benjamin Huntsman وذلك بشكل مختلف عن طريقة بسمر.

## اقرأ أيضاً
- فولاذ دمشقي
- فولاذ هندواني
- فولاذ مرتفع المتانة منخفض التسبيك